# Kanton Preuilly-sur-Claise
Kanton Preuilly-sur-Claise (francouzsky Canton de Preuilly-sur-Claise) je francouzský kanton v departementu Indre-et-Loire v regionu Centre-Val de Loire. Tvoří ho osm obcí.

## Obce kantonu
- Bossay-sur-Claise
- Boussay
- Chambon
- Charnizay
- Chaumussay
- Preuilly-sur-Claise
- Tournon-Saint-Pierre
- Yzeures-sur-Creuse